# Ordem de Mérito (Reino Unido)
A Ordem de Mérito (francês: Ordre du Mérite)  é uma ordem honorífica britânica e da Commonwealth que reconhece serviços destacados de seus cidadãos nas forças armadas, ciência, arte, literatura ou mediante atos de promoção da cultura. Fundada em 1902 pelo rei Eduardo VII, a Ordem de Mérito possui membresia concedida pessoalmente por desejo expresso do Soberano britânico, sendo restrita a um máximo de 24 agraciados vivos dos reinos da Comunidade, além de um número limitado de membros honorários. Embora todos os membros tenham o direito de portar as letras pós-nominais "OM" e incorporar a insígnia da ordem em sua heráldica, a precedência da Ordem de Mérito entre outras honrarias difere entre cada um dos países da Comunidade das Nações.